# بوصير سوري
البوصير السوري (باللاتينية: Verbascum syriacum) نوع نباتي يتبع جنس البوصير من الفصيلة الغدبية.

## الموئل والانتشار
موطنه بلاد الشام.